# Миниады
Миниады (др.-греч. Μινυάδες) — в древнегреческой мифологии три дочери Миния, царя Орхомена. Их имена: Алкифоя, Левконоя, третья у Овидия не названа по имени, либо — Левкиппа, Арсиппа и Алкафея. Были очень трудолюбивы и отвергали оргии Диониса, из-за чего они превратились в летучих мышей. В то время, когда поклонение Дионису было введено в Беотии, другие женщины и девушки веселились и скитались по горам, а эти сестры остались одни дома, посвящая себя своим обычным занятиям, тем самым оскверняя священные дни для бога. Левкиппа растерзала своего сына Гиппаса вместе с сестрами, затем они стали предаваться вакхическим неистовствам, объедая плющ, вьюнок и лавр, пока Гермес не превратил их в летучую мышь, сову и филина. Женщин из рода их потомков называли «убивицами», то есть «погубительницами», каждый год на празднике Агрионий жрец Диониса преследовал их с мечом в руке и мог убить вакханку, если настигал её.
Миф изложен в трагедии Эсхила «Шерстечесальщицы» (фр.169-171 Радт).